# Morellia sinensis
Morellia sinensis är en tvåvingeart som beskrevs av Ouchi 1942. Morellia sinensis ingår i släktet Morellia och familjen husflugor. Inga underarter finns listade i Catalogue of Life.